# Katzentreppe (Hauskatze)

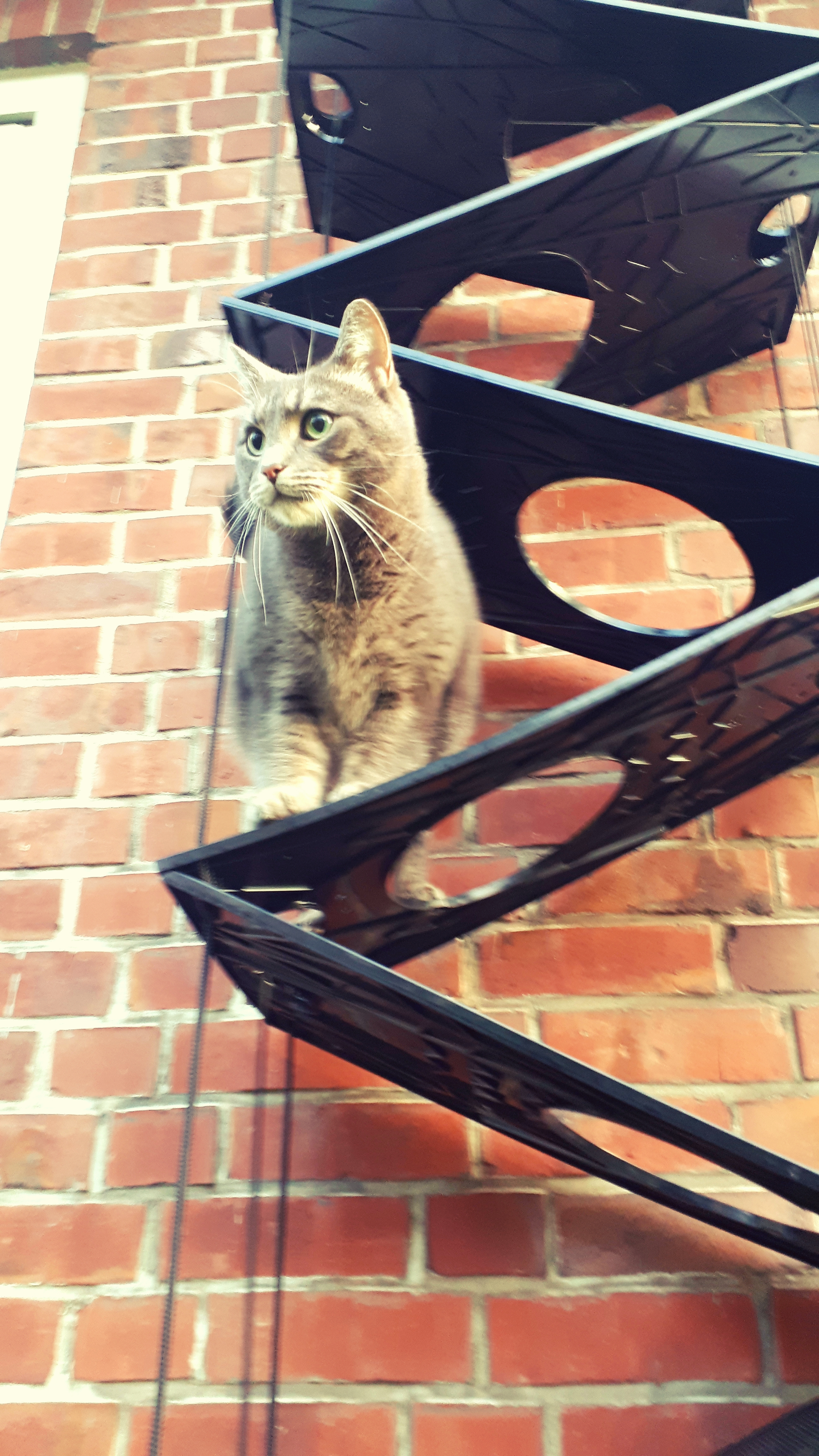
Diese Katzenleiter wird nur oben mit Seilen festgebunden und kann bei Bedarf eingezogen werden.

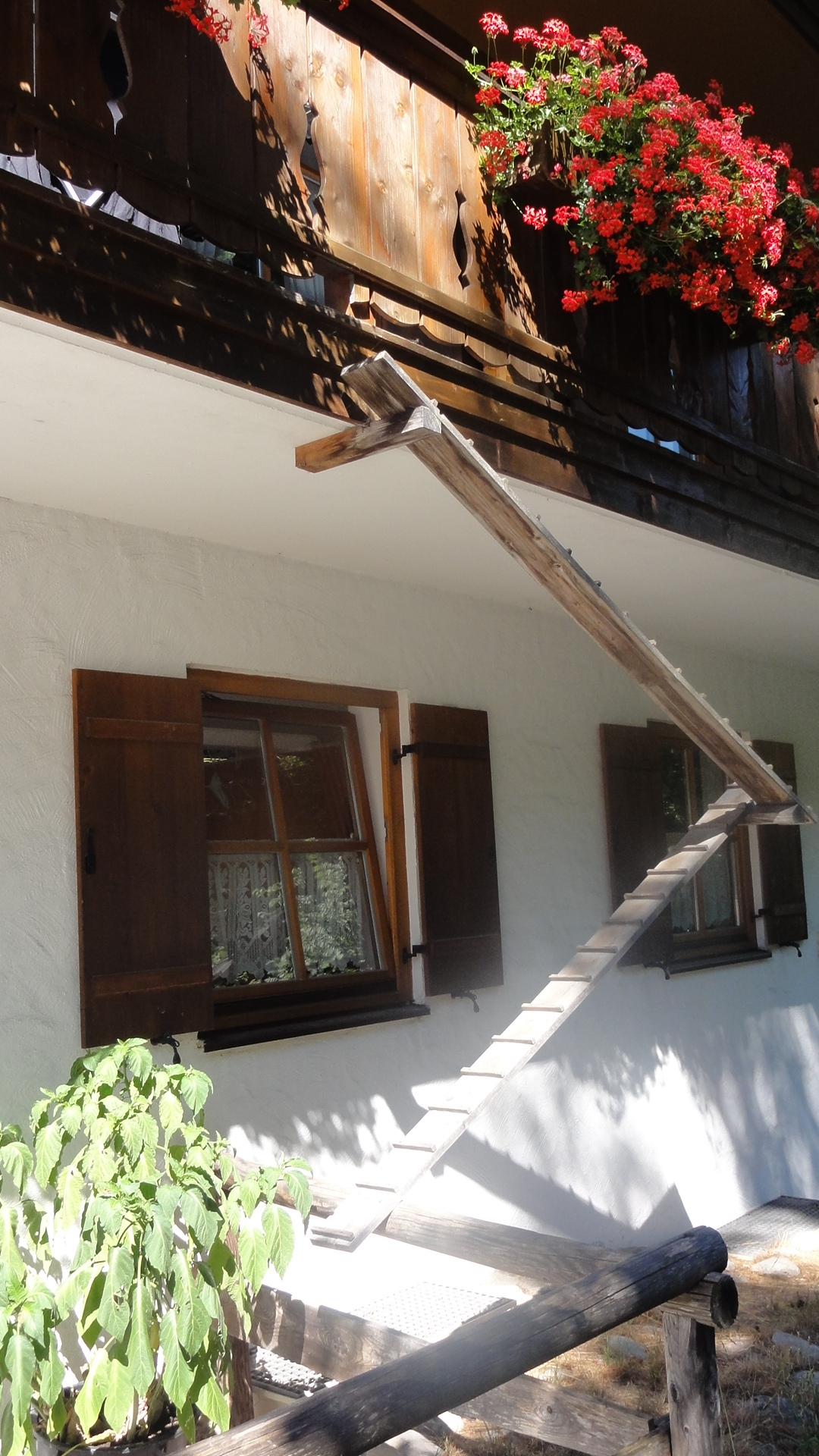
Katzentreppe zum Auf- und Abstieg an einem Balkon

Eine Katzentreppe (auch als Katzenleiter oder Katzenstiege bezeichnet) ist eine Vorrichtung um Hauskatzen den freien Auf- und Abstieg zu einer Wohnung zu ermöglichen, die sonst über die Hausfassade nicht oder schlecht für die Katze erreichbar wäre, besonders dann, wenn die Wohnung nicht im Erdgeschoss liegt.  Oftmals wird wohnungsseitig auch eine Katzenklappe installiert, um dem Tier das eigenständige Verlassen und Betreten der Wohnung zu ermöglichen.

## Formen von Katzentreppen

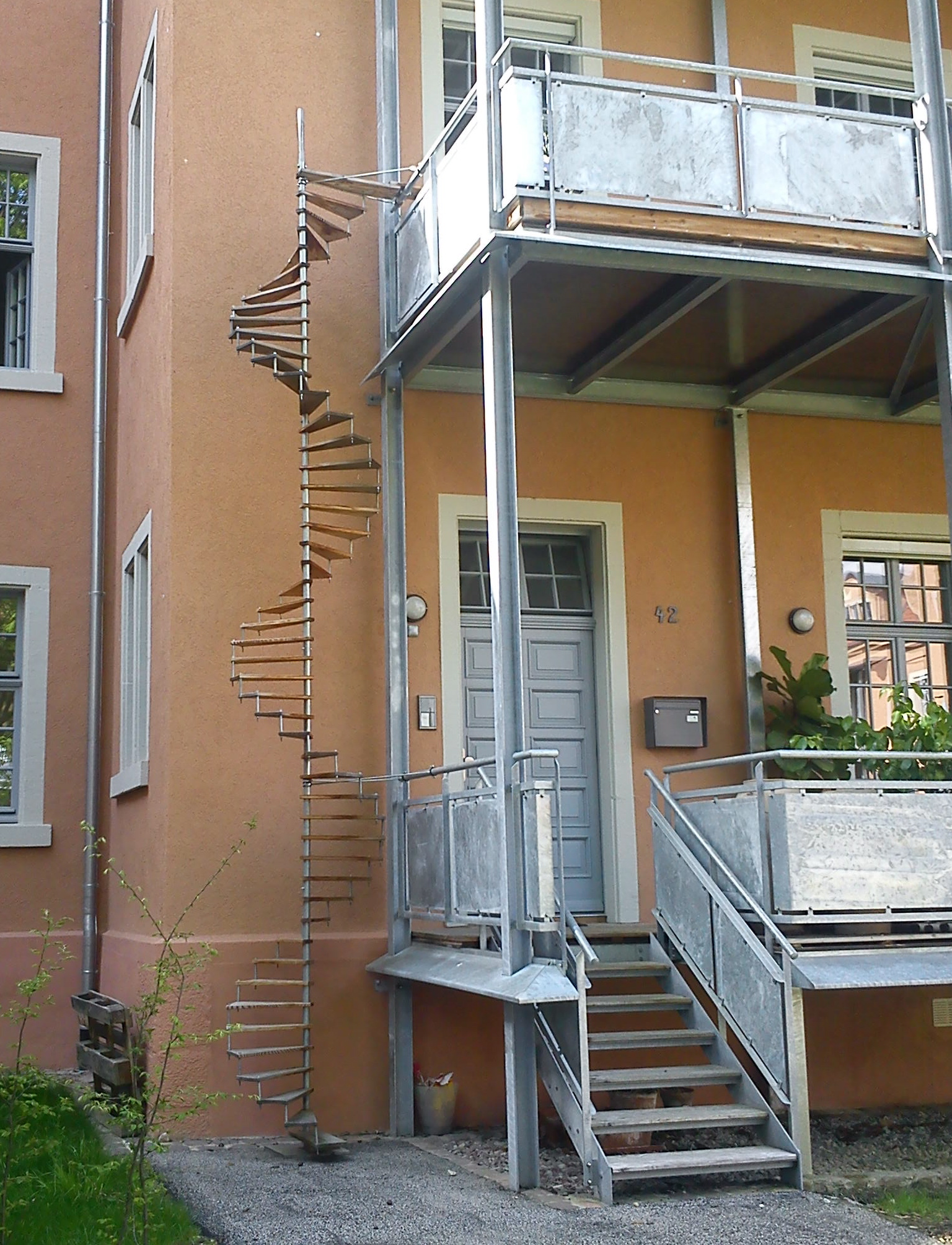
Katzentreppe in Form einer Wendeltreppe

Katzentreppen existieren im Wesentlichen in zwei Formen:
- Entweder einem relativ schmalen Brett, meist ca. 15 bis 20 cm breit, auf das in regelmäßigen Abständen Querleisten aufgebracht werden, um ein Abrutschen des Tieres zu vermeiden (vgl. zweites Bild), so dass das Tier faktisch eine Schräge hinab- bzw. hinaufsteigen muss oder
- in Form von senkrecht geführten Wendeltreppen oder im Zickzack verlaufender Stufen, wobei die Stufenform, der Stufenabstand und die Stufenfläche ebenso großen Spielräumen unterliegt[1] wie die verwendeten Materialien.[2]